# Heinrich Meißner

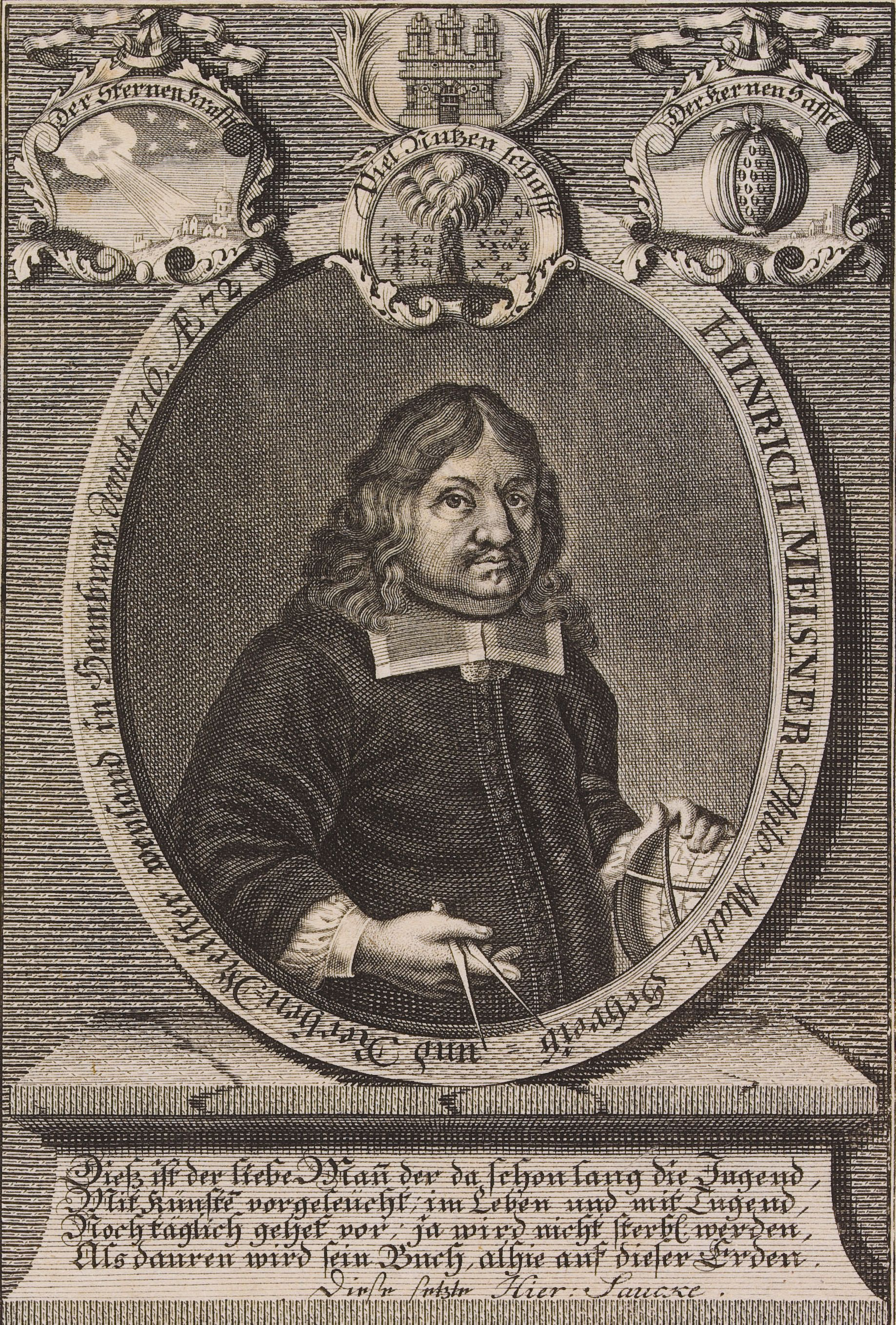
Heinrich Meißner

Heinrich Meißner (* 20. April 1644 in Hamburg; † 1. September 1716 ebenda; auch: Heinrich oder Hinrich Meissner) war ein Hamburger Rechenmeister und Gründer der Mathematischen Gesellschaft in Hamburg.

## Leben
Meißner fiel schon als Schüler an der Knackenrüggesche Privatschule in Hamburg durch seine mathematische Begabung auf. 1669 wurde er dort Lehrer. Von 1688 bis kurz vor seinem Tode war er „Schreib, Rechen- und Ober-Meister“ der Kirchschule St. Jacobi.
1690 gründete Meißner zusammen mit Valentin Heins die „Kunst-Rechnungs-übende Societät“, die spätere Mathematische Gesellschaft in Hamburg. Ziel der Sozietät war es, dass jedes ihrer Mitglieder die mathematische „Kunst möglichst fort zu pflantzen sich äußerst wolle angelegen seyn lassen“. Meißners Name in der Gesellschaft war „der Mehrende“. 1699 erhielt die Gesellschaft das kaiserliche Druckprivileg.
Meissner veröffentlichte eine ganze Reihe von Büchern und Schriften. Erwähnenswert sind vor allem Stern und Kern der Algebrae, ein Lehrbuch der Algebra in deutscher Sprache, und der Teutsche Euklid, eine Übersetzung der ersten beiden Bücher der „Elemente“ Euklids mit umfangreichen Anmerkungen.